# Nilopolitana Cavalcanti & Cia
A Transportes Nilopolitana é uma empresa de transporte rodoviário de passageiros situada no município de Queimados. Foi criada em 1957.
Em 1957, o controle acionário da Empresa Nilopolitana de Transporte foi transferido para os empresários Luiz Cavalcanti Filho, Abel Magalhães Castelo e Waldemir Antônio Pereira, que alteraram sua razão social para Cavalcanti e Cia, posteriormente dirigida pelos irmãos Gilberto, Luiz Augusto e Antônio Cavalcanti, filhos de Luiz Rodrigues. A encampação pelo Governo do Estado do Rio de Janeiro teve início no final de 1985 e terminou em 1988, quando o governo estadual devolveu a empresa aos sócios. Antes da encampação, a empresa contava com 120 ônibus. Tudo teve início ou recomeçou em 1988.
Em 2023, a empresa juntou-se à Transportes Blanco e transferiu-se para a garagem de Queimados. Deixou de operar as linhas municipais de Nova Iguaçu do Consórcio Reserva de Vulcão no mesmo ano.
Em agosto de 2023, a empresa alterou o nome para Nilopolitana Transportes. E posteriormente, implementou uma nova pintura, nas cores Cinza e Amarelo 

## História
No dia 14 de março, seus ônibus começaram a receber a pintura nas cores laranja, branco e cinza, padronizadas pela prefeitura de Nova Iguaçu, após a licitação que definiu quais empresas continuariam a operar linhas de transporte municipal.
Passou a fazer parte do Consórcio Reserva do Vulcão (Área II) - juntamente com as empresas Vera Cruz, Expresso Nossa Senhora da Glória e Brazinha.